# Xenosporium subramanianii
Xenosporium subramanianii är en svampart som beskrevs av V.G. Rao & Varghese 1977. Xenosporium subramanianii ingår i släktet Xenosporium och familjen Tubeufiaceae.   Inga underarter finns listade i Catalogue of Life.